# حقوق صاحبان سهام
حقوق صاحبان سهام (به فرانسوی: Capitaux propres) معرف علایق سهام‌داران و صاحبان اصلی شرکت، نسبت به دارایی‌های خالص شرکت است. حقوق صاحبان سهام باقیماندۀ منافع مالکین شرکت را در داراییهای شرکت، که پس از کسر بدهیهای آن شرکت، بدست آمده است، نشان می‌دهد.
در یک موسسه تجاری، حقوق صاحبان سهام در اصل منافع صاحبان اصلی موسسه را نشان می‌دهد. در حسابداری، حقوق صاحبان سهام، اهدافی چون تعیین سرمایه قانونی و ثبت شده، تعیین منابع سرمایه شرکت و تعیین سود سهامی که می‌تواند، بین صاحبان سهام توزیع شود، را دنبال می‌نماید.
در یک شرکت سهامی، حقوق صاحبان سهام مواردی چون: سود و زیان انباشته، سهام سرمایه، کسر سهام و اندوخته‌های شرکت را شامل می‌شود.
طبق استاندارد حسابداری شماره 1 (تجدیدنظر شده) که از ابتدای سال 1398 لازم الاجرا می باشد ، عنوان "حقوق صاحبان سهام" به عنوان "حقوق مالکانه" تغییر نام پیدا کرده است .